# Printemps dans une petite ville (film, 2002)
Cet article concerne le film de Tian Zhuangzhuang. Pour le film de Fei Mu, voir Printemps dans une petite ville.
Printemps dans une petite ville (小城之春, Xiao cheng zhi chun) est un film chinois réalisé par Tian Zhuangzhuang, sorti en 2002. Ce film est le remake de Printemps dans une petite ville réalisé par Fei Mu en 1948.

## Synopsis
1946, dans une petite ville du sud de la Chine, un médecin rend visite à son ancien camarade de classe, qui vit avec son épouse, sa jeune sœur et un vieux domestique.

## Fiche technique
- Titre : Printemps dans une petite ville
- Titre original : 小城之春 (Xiao cheng zhi chun)
- Réalisation : Tian Zhuangzhuang
- Scénario : Ah Cheng et Fei Mu
- Décors : Timmy Yip
- Costumes : Timmy Yip
- Pays d'origine : Chine
- Format : Couleurs - 1,85:1 - Dolby Digital - 35 mm
- Genre : Drame, romance
- Durée : 116 minutes
- Date de sortie : 2002

## Distribution
- Jingfan Hu : Yuwen
- Jun Wu : Dai Liyan
- Bai Qing Xin : Zhang Zhichen
- Xiao Keng Ye : Lao Huang
- Si Si Lu : Dai Xiu